# Украјина на Европском првенству у атлетици у дворани 2017.
Украјина је учествовала на 34. Европском првенству у дворани 2017. одржаном у Београду, Србија, од 3. до 5. марта. Ово је дванаесто европско првенство у дворани од 1994. године од када Украјина учествује самостално под овим именом. Репрезентацију Украјине представљала су 32 спортиста (12 мушкараца и 20 жена) који су се такмичили у 19 дисциплина (8 мушких и 11 женских).
На овом првенству Украјина је била 16. по броју освојених медаља са 5 медаља од којих су једне сребрна и четири бронзане. У табели успешности према броју и пласману такмичара који су учествовали у финалним такмичењима (првих 8 такмичара) Украјина је са 8 финалиста заузела 8 место са 46,50 бодова, од 36 земље које су имале представнике у финалу. Укупно је учествовало 49 земаља.
| Плас. | Земља    | 1. место | 2. место | 3. место  | 4. место | 5. место | 6. место | 7. место | 8. место | Бр. финал. - Бод. |
| ----- | -------- | -------- | -------- | --------- | -------- | -------- | -------- | -------- | -------- | ----------------- |
| 11.   | Украјина | -        | 1 – 7    | 4 - 23,50 | 2 – 10   | 1 - 4    | -        | 1 - 2    | -        | 9 - 46,50         |

## Учесници
| Мушкарци: - Володимир Супрун — 60 м - Виталиј Бутрим — 400 м, 4 х 400 м - Јевген Гуцол — 400 м, 4 х 400 м - Володимир Китс — 3.000 м - Сергеј Копанајко — 60 м препоне - Артем Шаматрин — 60 м препоне - Данило Даниленко — 4 х 400 м - Олексиј Поздњаков — 4 х 400 м - Александр Бараников — Скок увис - Сергеј Никифоров — Скок удаљ - Владислав Мазур — Скок удаљ - Павло Безнис — Троскок | Жене - Олесија Повх — 60 м - Викторија Кашчејева — 60 м - Олга Бибик — 400 м, 4 х 400 м - Тетјана Мелник — 400 м, 4 х 400 м - Анастасија Ткачук — 800 м - Олга Љакова — 800 м, 4 х 400 м - Олена Сидорска — 1.500 м - Хана Плотицина — 60 м препоне - Олена Јановска — 60 м препоне - Анастасија Бризхина — 4 х 400 м - Јулија Левченко — Скок увис - Оксана Окунева — Скок увис - Јулија Чумаченко — Скок увис - Марина Киплико — Скок мотком - Марина Бек — Скок удаљ - Ана Венхрус — Скок удаљ - Руслана Цихотска — Троскок - Олга Голодна — Бацање кугле - Алина Шук — Петобој |  |

## Освајачи медаља (5)

### Сребро (1)
- Олесија Повх - 60 м

### Бронза (4)
- Олга Бибик, Тетјана Мелник, 
 Анастасија Бризхина, Олга Љакова  - 4 х 400 м
- Јулија Левченко - Скок увис
- Марина Киплико - Скок мотком
- Сергеј Никифоров - Скок удаљ

## Резултати

### Мушкарци
| Атлетичар           | Дисциплина   | Лични рекорд | Квалификације         | Квалификације   | Полуфинале            | Полуфинале            | Финале                | Финале               | Детаљи |
| Атлетичар           | Дисциплина   | Лични рекорд | Резултат              | Место           | Резултат              | Место                 | Резултат              | Место                | Детаљи |
| ------------------- | ------------ | ------------ | --------------------- | --------------- | --------------------- | --------------------- | --------------------- | -------------------- | ------ |
| Володимир Супрун    | 60 м         | 6,75         | 6,80 КВ               | 3. у гр. 1      | 6,75                  | 5. у гр. 2            | Није се квалификовао  | 13 / 26              |        |
| Виталиј Бутрим      | 400 м        | 46,72        | 47,76                 | 6. у гр. 3      | Нису се квалификовали | Нису се квалификовали | Нису се квалификовали | 17 / 24 (28)         |        |
| Јевген Гуцол        | 400 м        | 46,72        | 47,77                 | 3. у гр.4       | Нису се квалификовали | Нису се квалификовали | Нису се квалификовали | 18 / 24 (28)         |        |
| Володимир Китс      | 3.000 м      | 8:00,01      | 8:04,96               | 8. у гр. 1      |                       |                       | Није се квалификовао  | 14 / 21 (23)         |        |
| Сергеј Копанајко    | 60 м препоне | 7,70         | 7,95                  | 5. у гр. 3      | Није се квалификовао  | Није се квалификовао  | Није се квалификовао  | 18 / 20 (24)         |        |
| Артем Шаматрин      | 60 м препоне | 7,77         | Дисквалификован       | Дисквалификован | Није се квалификовао  | Није се квалификовао  | Није се квалификовао  | Није се квалификовао |        |
| Данило Даниленко    | 4 х 400 м    | 3:07,54      |                       |                 |                       |                       | 3:09,64               | 5 / 6                |        |
| Јевген Гуцол        | 4 х 400 м    | 3:07,54      |                       |                 |                       |                       | 3:09,64               | 5 / 6                |        |
| Олексиј Поздњаков   | 4 х 400 м    | 3:07,54      |                       |                 |                       |                       | 3:09,64               | 5 / 6                |        |
| Виталиј Бутрим      | 4 х 400 м    | 3:07,54      |                       |                 |                       |                       | 3:09,64               | 5 / 6                |        |
| Александр Бараников | Скок увис    | 2,25         | 2,21 ЛРС              | 14.             |                       |                       | Није се квалификовао  | 14 / 19              |        |
| Сергеј Никифоров    | Скок удаљ    | 7,91         | 8,18 КВ, СРС, ЕРС, ЛР | 1.              | 8,07                  |                       |                       |                      |        |
| Владислав Мазур     | Скок удаљ    | 7,85         | 7,58                  | 15.             | Нису се квалификовали | 15 / 18 (20)          |                       |                      |        |
| Павло Безнис        | Троскок      | 16,08        | 15,99                 | 16.             | Нису се квалификовали | 16 / 18               |                       |                      |        |

### Жене
| Атлетичарка         | Дисциплина   | Лични рекорд | Квалификације | Квалификације | Полуфинале            | Полуфинале            | Финале                | Финале       | Детаљи |
| Атлетичарка         | Дисциплина   | Лични рекорд | Резултат      | Место         | Резултат              | Место                 | Резултат              | Место        | Детаљи |
| ------------------- | ------------ | ------------ | ------------- | ------------- | --------------------- | --------------------- | --------------------- | ------------ | ------ |
| Олесија Повх        | 60 м         | 7,11         | 7,24 КВ       | 1. у гр. 2    | 7,16 КВ               | 1. у гр. 1            | 7,10 ЛР               |              |        |
| Викторија Кашчејева | 60 м         | 7,31         | 7,52          | 6. у гр. 3    | Није се квалификовала | Није се квалификовала | Није се квалификовала | 31 / 37 (38) |        |
| Олга Бибик          | 400 м        | 53,09        | 53,80 КВ      | 2. у гр. 6    | 53,66                 | 5. у гр. 2            | Није се квалификовала | 13 / 29 (31) |        |
| Тетјана Мелник      | 400 м        | 53,73        | 55,18         | 5. у гр. 2    | Није се квалификовала | Није се квалификовала | Није се квалификовала | 28 / 29 (31) |        |
| Анастасија Ткачук   | 800 м        | 2:01,57      | 2:04,62 кв    | 4. у гр. 2    | 2:05,78               | 5. у гр. 2            | Није се квалификовала | 9 / 19       |        |
| Олга Љакова         | 800 м        | 2:00,92      | 2:06,33       | 3. у гр. 1    | Није се квалификовала | Није се квалификовала | Није се квалификовала | 17 / 19      |        |
| Олена Сидорска      | 1.500 м      | 4:15,30      | 4:14,95 ЛР    | 5. у гр. 2    |                       |                       | Није се квалификовала | 11 / 19      |        |
| Хана Плотицина      | 60 м препоне | 7,99         | 8,00 КВ       | 2. у гр. 4    | 7,92 КВ               | 2. у гр. 1            | 7,96                  | 4 / 22 (27)  |        |
| Олена Јановска      | 60 м препоне | 8,16         | 8,33          | 6. у гр. 3    | није се квалификовала | није се квалификовала | није се квалификовала | 20 / 22 (27) |        |
| Олга Бибик          | 4 х 400 м    | 3:30,43 НР   |               |               |                       |                       | 3:32,10               |              |        |
| Тетјана Мелник      | 4 х 400 м    | 3:30,43 НР   |               |               |                       |                       | 3:32,10               |              |        |
| Анастасија Бризхина | 4 х 400 м    | 3:30,43 НР   |               |               |                       |                       | 3:32,10               |              |        |
| Олга Љакова         | 4 х 400 м    | 3:30,43 НР   |               |               |                       |                       | 3:32,10               |              |        |
| Јулија Левченко     | Скок увис    | 1,92         | 1,90 кв       | 4.            |                       |                       | 1,94 ЛР               |              |        |
| Оксана Окунева      | Скок увис    | 1,94         | 1,90 кв       | 4.            | 1,92                  | 4 / 21                |                       |              |        |
| Јулија Чумаченко    | Скок увис    | 1,93         | 1,86          | 9.            | Није се квалификовала | 9 / 21                |                       |              |        |
| Марина Киплико      | Скок мотком  | 4,55         |               |               |                       |                       | 4,55                  |              |        |
| Марина Бек          | Скок удаљ    | 6,64         | 6,70 КВ, ЛР   | 5.            |                       |                       | 6,59                  | 7 / 17       |        |
| Ана Венхрус         | Скок удаљ    | 6,53         | 6,10          | 13.           | Нису се квалификовале | 13 / 17               |                       |              |        |
| Руслана Цихотска    | Троскок      | 14,00        | 13,31 =ЛРС    | 16.           | Нису се квалификовале | 16 / 18               |                       |              |        |
| Олга Голодна        | Бацање кугле | 18,24        | 16,16         | 19.           | Нису се квалификовале | 19 / 21               |                       |              |        |

#### Петобој
| Дисциплина   | Алина Шук | Алина Шук  | Алина Шук | Алина Шук | Алина Шук | Алина Шук |
| Дисциплина   | Лич. рек. | Резултат   | Бод.      | Плас.     | Укупно    | Плас.     |
| ------------ | --------- | ---------- | --------- | --------- | --------- | --------- |
| 60 м препоне | 8,85      | 8,99       | 912       | 14.       | 912       | 14.       |
| Скок увис    | 1,89      | 1,86       | 1.029     | 4.        | 1.941     | 9.        |
| Бацање кугле | 14,27     | 13,22      | 742       | 12.       | 2.683     | 10.       |
| Скок удаљ    | 6,12      | 5,90       | 819       | 8.        | 3.502     | 10.       |
| 800 м        | 2:16,29   | 2:16,29 ЛР | 875       | 8.        | 4.377     | 11.       |
| Петобој      | 4.550     |            |           |           | 4.377     | 11 / 15   |